# 倪葆春
倪葆春（1899年—1997年），浙江鄞县（今宁波）人，中国医学家，中国整形外科先驱，上海第一医科大学创始人之一。妻子是医学家王淑贞。

## 生平
1899年10月，出生于浙江省诸暨县。1916年，毕业于苏州东吴大学附属中学。1917年，考入北京清华学堂（今清华大学）。
1921年，毕业于美国芝加哥大学。1925年，获得美国约翰霍普金斯大学医学博士学位。1926年，获得洛氏奖学金，开始从事整形外科的研究，师从当时著名的整形外科专家约翰·戴维斯教授。
1927年，回国。1928年，出任上海圣约翰大学的校医，并担任人体解剖学的助教。1928年，于上海圣约翰大学开设整形外科门诊。1935年，升任教授。1937年8月淞沪会战时期，在上海胶州路方液仙主办的伤兵医院里，领导救护人员抢救伤兵。
1946年1月，出任上海圣约翰大学代理校长。1946年11月，出任圣约翰大学医学院的院长。
1941年，因抗日战争，被调任红十字会救护总队副总队长，并兼任昆明办事处主任，负责云南省等地的战争医疗救护工作。1945年，由后方返回上海。
1952年，出任上海第二医学院的副院长，曾任上海第二医学院的顾问。1997年10月28日，因病逝世，享年九十八岁。 
倪葆春曾先后是上海市第1、2、3届人大代表，并是上海市政协第5和第6届的委员。他还是九三学社的中央委员。

## 著作
- 《局部麻醉裂唇修补术》
- 《烧伤治疗学》（中译英）